# Pablo Herrero Polvorosa
Pablo Herrero Polvorosa (geboren am 17. Februar 2004 in Valladolid) ist ein spanischer Handballspieler, der auf der Spielposition linker Rückraum eingesetzt wird.

## Vereinskarriere
Pablo Herrero spielt bei Recoletas Atlético Valladolid, mit dessen erster Mannschaft er in der Saison 2020/2021 im November 2021 in Spaniens erster Handballliga debütierte.

## Auswahlmannschaften
Herrero stand ab 2019 im Aufgebot spanischer Nachwuchsauswahlmannschaften.
Am 4. November 2021 debütierte er gegen die Auswahl Schwedens in der Jugendnationalmannschaft Spaniens. Er nahm als Jugendnationalspieler an der U-18-Europameisterschaft 2022 (1. Platz) und an der U-19-Weltmeisterschaft 2023 (1. Platz) teil. Insgesamt bestritt er 32 Spiele mit der Auswahl, dabei warf er 54 Tore.
Mit den spanischen Junioren, für die er im Januar 2024 erstmals auflief, nahm er an der U-20-Europameisterschaft 2024 (1. Platz) und an der U-21-Weltmeisterschaft 2025 (9. Platz) teil.

## Erfolge
- U-18-Europameisterschaft 2022: 1. Platz
- U-19-Weltmeisterschaft 2023: 1. Platz
- U-20-Europameisterschaft 2024: 1. Platz